# Liste du patrimoine immobilier classé de Habay
Cette page regroupe l'ensemble du patrimoine immobilier classé de la commune belge de Habay.
| Objet | Année de construction / Architecte | Adresse                                 | Section communale | Coordonnées                      | Numéro d’inventaire | Illustration |
| --- | ---------------------------------- | --------------------------------------- | ----------------- | -------------------------------- | ------------------- | --- |
| Lavoir à Marbehan |                                    | Marbehan, rue de la Fontaine            | Rulles            | 49° 43′ 36″ nord, 5° 32′ 07″ est | 85046-CLT-0001-01   | Lavoir à Marbehan |
| Lavoir à Harinsart |                                    | Harinsart, rue de Grimodé               |                   | 49° 42′ 34″ nord, 5° 31′ 58″ est | 85046-CLT-0002-01   | Lavoir à Harinsart |
| Ensemble formé par la chapelle dédiée à Saint-Hubert, entourée de trois tilleuls et sise rue de la Rochette (route de Habay-la-Vieille à Thibessart)             |                                    |                                         |                   | 49° 43′ 57″ nord, 5° 37′ 12″ est | 85046-CLT-0003-01   | Image manquanteTéléverser |
| Chapelle Saint-Hubert (intérieur et extérieur) sise rue de la Rochette (route de Habay-la-Vieille à Thibessart), au delà du 53 à Habay-la-Vieille                |                                    | Rue de la Rochette 53, Habay-la-Vieille |                   | 49° 43′ 57″ nord, 5° 37′ 12″ est | 85046-CLT-0004-01   | Image manquanteTéléverser |
| Marnière et pelouse de Gentianes, en bordure de la route d'Ansart, entre Ansart et Harinsart                                                                     |                                    |                                         | Rulles            | 49° 42′ 03″ nord, 5° 31′ 43″ est | 85046-CLT-0005-01   | Image manquanteTéléverser |
| Chapelle Notre-Dame du Mont-Carmel, le mur d'enceinte hexagonal de l'ancien cimetière et l'ensemble des pierres tombales (EA) situés au lieu-dit Au Petit Moulin |                                    |                                         | Rulles            | 49° 43′ 13″ nord, 5° 33′ 55″ est | 85046-CLT-0006-01   | Chapelle Notre-Dame du Mont-Carmel, le mur d'enceinte hexagonal de l'ancien cimetière et l'ensemble des pierres tombales (EA) situés au lieu-dit Au Petit Moulin |